# آلکس چیلتون
آلکس چیلتون (انگلیسی: Alex Chilton; ۲۸ دسامبر ۱۹۵۰ – ۱۷ مارس ۲۰۱۰) یک موسیقی‌دان اهل ایالات متحده آمریکا بود.